# Novovelitxkovskaia
Novovelitxkovskaia - Нововеличковская (rus) és una stanitsa del krai de Krasnodar, a Rússia. És a la vora del riu Ponura, afluent del riu Kirpili, a 31 km a l'oest de Dinskaia i a 28 km al nord-oest de Krasnodar.
Pertanyen a aquesta stanitsa l'stanitsa de Vorontsóvskaia i els possiolki de Naidorf i Dalni.